# شکستگی جفرسون
شکستگی جفرسون یک شکستگی در قوس خلفی و قوس قدامی در مهره گردنی C1 یا اطلس است. این شکستگی می‌تواند در اثر هیپراکستنشن گردن برای مثال حین رانندگی ایجاد شود.